# باقرخان رامشگر
باقرخان رامشگر موسیقیدان و نوازنده کمانچه اهل ایران بود. استادانش موسی کاشی و آقا حسینقلی فراهانی بودند.

## زندگی‌نامه
وی در ۱۲۵۲ خورشیدی در اصفهان به دنیا آمد. وی کمانچه را از موسی کاشی فراگرفت و پس از فراگیری آن وارد دستگاه بانو عظمی، خواهر ظل‌السلطان شد، پس از چندی به تهران آمد و با دختر آقاحسینقلی ازدواج کرد و در نزد پدرزن خود ردیف دستگاه‌های موسیقی را تکمیل کرد. در نواختن آهنگ‌های ضربی و رنگ مهارت و سرعت عمل داشت. وی برای ضبط صفحه به همراه گروهی از موسیقیدانان آن دوره به اروپا رفت و کارهایی را در آنجا ضبط کرد. وی در سفر آقا حسینقلی فراهانی به پاریس و همچنین درویش خان به تفلیس شرکت داشت. ۱۰ مرداد ۱۳۳۸ درگذشت و در امامزاده عبدالله تهران به خاک سپرده شد.